# Juan Esnáider
Juan Esnáider (Mar del Plata, 1973. március 5. –) argentin válogatott labdarúgó.

## Nemzeti válogatott
Az argentin válogatottban 3 mérkőzést játszott.

## Statisztika
| Argentin válogatott | Argentin válogatott | Argentin válogatott |
| Időszak             | Mérk.               | gól                 |
| ------------------- | ------------------- | ------------------- |
| 1995                | 1                   | 2                   |
| 1996                | 1                   | 0                   |
| 1997                | 1                   | 0                   |
| Összesen            | 3                   | 2                   |